# Modulação em frequência

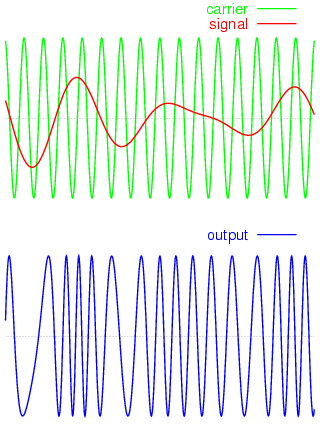

Em telecomunicações e processamento de sinal, a modulação em frequência (FM em inglês frequency modulation) transmite informações por meio de uma portadora variando a sua frequência instantânea. Está em oposição com a modulação em amplitude, na qual a amplitude da portadora varia enquanto a frequência permanece constante. Em aplicações analógicas, a diferença entre a frequência instantânea e a frequência base da portadora é diretamente proporcional ao valor instantâneo da amplitude do sinal de entrada. Dados digitais podem ser enviados por uma mudança na frequência da portadora mediante uma variedade de configurações, uma técnica conhecida como Modulação por chaveamento de frequência (FSK). A FSK é largamente utilizada em transmissão de dados e fax modem, e pode ser utilizada para transmitir código Morse. A Modulação em frequência é utilizada também em telemetria, radar e prospecção sísmica. A Modulação em frequência é conhecida como modulação em fase quando a modulação em fase da portadora é a integral do tempo do sinal FM. A FM é largamente utilizada para transmitir música e voz, rádio bidirecional, sistemas de gravação em fitas magnéticas e alguns sistemas de transmissão de vídeo. Em sistemas de rádio, a modulação em frequência com largura de banda suficiente fornece uma vantagem em cancelar ruídos que ocorrem naturalmente.

A qualidade da transmissão por modulação em frequência fez com que esta fosse adotada para a transmissão do áudio da TV aberta, tanto em VHF (canais 2 a 13) quanto em UHF (canais 14 a 69).

## Desvantagens
Uma das desvantagens dos receptores FM é de apresentarem uma característica conhecida como efeito de captura. Esse efeito ocorre da seguinte maneira: se existirem dois ou mais sinais de FM emitidos na mesma frequência, o receptor de FM irá responder ao sinal de maior potência e ignorar os menores (os restantes).
Pode variar de sinal (conforme a distância) podendo oscilar por exemplo de lugares mais altos e baixos.